# Tomate San Marzano

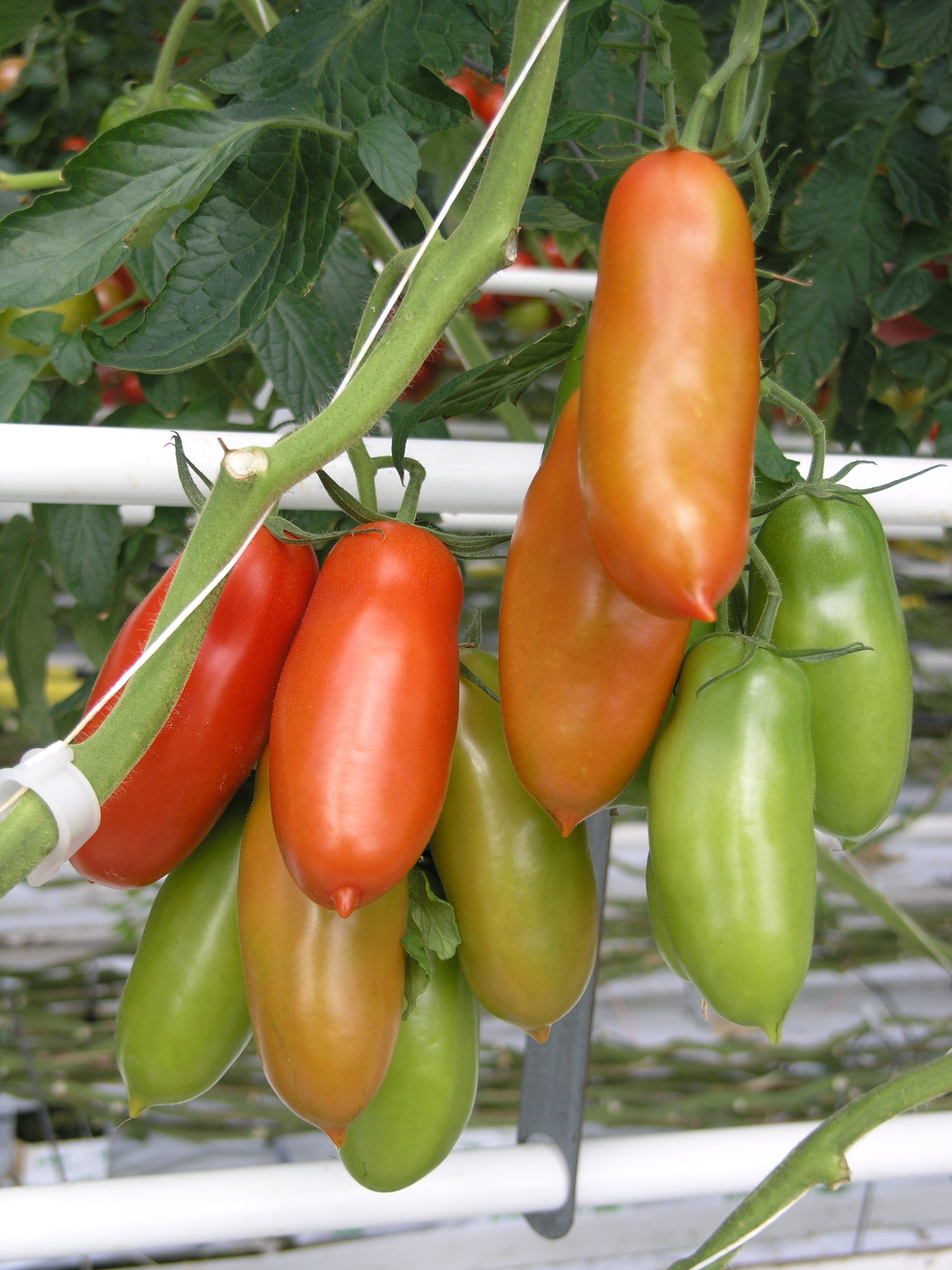
Tomate San Marzano

El tomate San Marzano (denominado oficialmente pomodoro S. Marzano dell'Agro Sarnese-Nocerino) es una variedad cultivada del tomate (Solanum lycopersicum) que se usa en una de las salsas de tomate más apreciadas en la cocina italiana, sobre todo en el empleo de la preparación de pizzas (véase: Historia de la pizza). Su carne para la elaboración de salsas parece ser menos ácida.

## Historia
En el año 1770 llegan las primeras semillas del tomate a la región italiana de Campania como un regalo del virreinato del Perú al Reino de Nápoles. Su propagación hace que proliferen en la cocina italiana diferentes variedades como es el tomate Roma (denominado tomate italiano).

## Características
El tomate San Marzano es de tamaño mediano en forma rectangular, en muchas ocasiones terminado en punta. La planta suele desarrollarse de forma menos ordenada, de fructificación tardía y frutos pequeños y poco firmes. Suelen cultivarse en las laderas del Monte Vesubio (en las denominadas viñas del San Marzano). El tomate se desarrolla con un bajo contenido de glucosa y ácido. Resulta un tomate muy adecuado en la conservación o enlatado.

## Denominación de origen
Desde 1996, el tomate S. Marzano dell'Agro Sarnese-Nocerino es denominación de origen protegida (PDO) reconocida ante la Unión Europea. A nivel internacional, cuenta con registro como denominación de origen, conforme al Sistema de Lisboa, ante la Organización Mundial de la Propiedad Intelectual, desde el 5 de mayo de 2014.